# Lauria (famiglia)
I Lauria, Di Lauria o Loria sono una famiglia nobile siciliana, originaria della Basilicata.

## Storia
Furono signori del feudo di Lauria, da cui trassero il cognome.
Ruggero di Lauria venne in Sicilia nel 1292 accompagnando Giacomo I d'Aragona in qualità di grande ammiraglio. Un Antonio ebbe cariche militari servendo Ludovico di Sicilia. Un Erasmo ebbe parte rilevante nel caso di Sciacca schierandosi con i De Luna d'Aragona, ma sono stati sollevati dubbi se questo Erasmo abbia fatto parte di questa famiglia.
La famiglia contrasse matrimoni con le famiglie Lanza, Moncada, Sanseverino, Carafa, Chiaramonte e altre.

## Araldica
Arma: D'oro, con quattro fasce di verde.

## Persone
- Ruggero di Lauria
- Riccardo di Lauria